# Доходный дом Леванидова
Доходный дом Леванидова (дом, в котором жили и работали писатели А. А. Бахарев и В. Н. Сёмин) — здание, построенное в начале XX века на ул. Б. Садовая, 30/Халтуринский пер, 45 в городе Ростов-на-Дону.

## История
Доходный дом А. А. Леванидова расположен на пересечении улицы Энгельса (ныне Б. Большая Садовая) и Халтуринского переулка (ныне Б. Никольский переулок). Построен в начале XX века.
В доме жил и работал писатель и журналист А. А. Бахарев. Семья Бахарева Александра Арсеньевича проживала в квартире на третьем этаже. Здесь А. А. Бахарев (1911—1974) жил и работал с 1950 по 1974 год. Здесь писатель писал очерки о Волго-Донском канале, о наследии русского биолога и селекционера И. В. Мичурина, о жизни людей в колхозах. С 1961 по 1974 года писатель возглавлял правление Ростовской областной писательской организации, был награжден орденами «Знак почета», «Красного знамени» и медалями. Окна его квартиры выходили на север.
В это же доме на четвёртом этаже проживала семья Сёминых. Виталий Николаевич Сёмин (1928 −1978) является автором нескольких романов: «Женя и Валентина» (1972), «Нагрудный знак ОСТ»; рассказов: «Ася Александровна», «Наши старухи», «В гостях у теток», «Хозяин», «В сорок втором», «На реке», «Эй!», «Вниз по реке» и др.
Мемориальный облик квартир писателей к настоящему времени утрачен.
В 1983 году на фасаде здания установили две мемориальные доски с надписями: «В этом доме с 1950 года по 1974 год жил и работал писатель Бахарев Александр Арсеньевич. 1911—1978 гг.» и «В этом доме с 1970 по 1978 г. жил и работал писатель Сёмин Виталий Николаевич. 1927—1978 гг.»

## Архитектура
Здание в Ростове-на-Дону по улице Большая Садовая, 30 построено в начале XX века как доходный домом купца А. А. Леванидова. После Октябрьской революции, в 20-х годах XX века, дом был национализирован. Его первые этажи отданы под разные учреждения, верхние — под жилые комнаты и квартиры. Дом имеет подвалы, покрыт двускатной крышей.
Парадные фасады этого Г-образного четырехэтажного кирпичного дома выполнены с использованием стилизации деталей барокко и классицизма. Поэтажное членение здания выполнено междуэтажными профилированными тягами и карнизом. Окна верхних этажей украшены профилированными наличниками. На 2 и 4 этажах наличники дополнены сандриками, на 3 этаже сделаны декоративные каменные замки. Окна второго этажа полуциркульные. Облик фасада дома дополняют лепные детали: раковины, декоративные кронштейны и др. Парадный вход фасада выделен раскреповкой. Планировка 2, 3, 4 этажей — секционная, на первом этаже устроено несколько вспомогательных помещений.

## Пояснения
1. ↑  Это здание примыкает к соседнему — доходному дому А. А. Леванидова, который является объектом культурного наследия регионального значения (Халтуринский пер., 43/ул. Шаумяна, 13)[1]